# Psammogammarus spinosus
Psammogammarus spinosus is een vlokreeftensoort uit de familie van de Eriopisidae. De wetenschappelijke naam van de soort is voor het eerst geldig gepubliceerd in 1992 door Stock & Vonk.